# عامل الصدمة
عامل الصدمة هو رقم شائع الاستخدام لتقدير كمية الصدمة التي يتعرض لها هدف بحري من انفجار تحت الماء كدالة لوزن الشحنة المتفجرة، والمدى المائل، وزاوية الإنخفاض (بين السفينة والشحنة).

## معادلة عامل الصدمة
{\displaystyle SF={\frac {\sqrt {W}}{R}}{{(1+\sin \phi )} \over 2}}
- "R" هو النطاق المائل بالقدم.
- "W" هو ما يعادل وزن الشحنة من مادة تي إن تي·
- "Ø" هي زاوية الإنخفاض بين الهيكل و الرأس الحربي.

## رسم توضيحي لعامل الصدمة
توضح الصورة سيناريو تطبيق معادلة عامل الصدمة:
|  |                                  |
|  | رسم توضيحي: سيناريو عامل الصدمة. |

النتيجة الرقمية من حساب عامل الصدمة ليس لها معنى مادي، لكنها توفر قيمة يمكن استخدامها لتقدير تأثير انفجار تحت الماء على سفينة.

## سيناريوهات عامل الصدمة
يصف الجدول تأثير انفجار على سفينة لمجموعة من عوامل الصدمة:
| عامل الصدمة | الضرر                                          |
| ----------- | ---------------------------------------------- |
| < 0.1       | ضرر محدود للغاية. تعتبر بشكل عام غير ذات أهمية |
| 0.1–0.15    | أعطال كهربائية، تسرب الأنابيب                  |
| 0.15–0.20   | زيادة حدوث الضرر أعلاه؛ أعطال الآلات           |
| 0.2         | الأضرار العامة للآلات                          |
| ≥ 0.5       | تعتبر عادة أو بالغالب قاتلة أو تحطم السفينة    |

## الخلفية
تكمن الفكرة وراء عامل الصدمة في أن انفجارًا قريبًا من سفينة يولد موجة صدمية يمكنها نقل حركات رأسية مفاجئة إلى بدن السفينة وأنظمتها الداخلية. تتطلب العديد من الأنظمة الميكانيكية الداخلية (مثل اقتران المحرك بالدعم) محاذاة دقيقة من أجل التشغيل. تزعج هذه الاهتزازات هذه المحاذاة الحرجة وتجعل هذه الأنظمة معطلة. يمكن للاهتزازات أيضًا تدمير الإضاءة والمكونات الكهربائية مثل المرحلات.
يولد الانفجار أيضًا فقاعة غاز تخضع لدورات تمدد وانكماش. يمكن أن تؤدي هذه الدورات إلى حدوث اهتزازات عنيفة في الهيكل، مما يؤدي إلى حدوث أضرار هيكلية، حتى تصل إلى حد كسر عارضة السفينة. في الواقع هذا هو هدف العديد من أنظمة الأسلحة الموجودة تحت سطح البحر. تم توضيح حجم تأثيرات الانفجار من خلال التحليلات التجريبية والنظرية على أنها مرتبطة بحجم الشحنة المتفجرة، ومسافة الشحنة من الهدف، والعلاقة الزاويّة للبدن بموجة الصدمة.